# Phalangipus
Phalangipus is een geslacht van kreeftachtigen uit de klasse van de Malacostraca (hogere kreeftachtigen).

## Soorten
- Phalangipus australiensis Rathbun, 1918
- Phalangipus filiformis Rathbun, 1916
- Phalangipus hystrix (Miers, 1886)
- Phalangipus indicus (Leach, 1815)
- Phalangipus longipes (Linnaeus, 1758)
- Phalangipus malakkensis Griffin, 1973
- Phalangipus persicus Griffin, 1973
- Phalangipus retusus Rathbun, 1916
- Phalangipus trachysternus Griffin, 1973